# Kill the Umpire
Kill the Umpire is een Amerikaanse filmkomedie uit 1950 onder regie van Lloyd Bacon.

## Verhaal
Het gaat de voormalige honkbalspeler Bill Johnson niet voor de wind op de arbeidsmarkt. Zijn schoonvader geeft hem de raad een opleiding tot scheidsrechter te volgen. Hij komt uiteindelijk terecht bij de Texas League, maar daar raakt hij al snel betrokken bij een ongeluk. De betrokken speler ligt bewusteloos en kan daarom niet meer getuigen dat Bill de goede beslissing nam.

## Rolverdeling
| Acteur          | Personage      |
| --------------- | -------------- |
| William Bendix  | Bill Johnson   |
| Una Merkel      | Betty Johnson  |
| Ray Collins     | Jonah Evans    |
| Gloria Henry    | Lucy Johnson   |
| Jeff Richards   | Bob Landon     |
| Connie Marshall | Suzie Johnson  |
| William Frawley | Jimmy O'Brien  |
| Tom D'Andrea    | Roscoe Snooker |